# Nana Sahib (radja)
Meherban Shrimant Gopal Krishna Rao Parusharam, kortweg Gopal Krishna Rao Parusharam, ook wel Nana Sahib was de negende radja van het voormalige vorstenland Aundh in Brits-Indië van 3 november 1905 tot 4 november 1909.
De radja's van Aundh droegen de titel Pant Pratinidhi. Prati Nidhi betekent plaatsvervanger, commissaris, onderkoning.
Nana Sahib volgde zijn vader op, op 3 november 1905. Hij werd tijdelijk opzij gezet in het onderzoek naar zijn betrokkenheid bij de moord op de Karbhari van de staat, Jacob Bapuji Israel, en werd voorgoed afgezet op 4 november 1909, ten gunste van zijn oom Bala Sahib, omdat zijn broer Bhau Sahib vermeend werd buitenechtelijk te zijn verwerkt.